# MSISDN
MSISDN è il numero univocamente associato ad un contratto telefonico di telefonia mobile (GSM o UMTS): in pratica corrisponde al numero che viene digitato per chiamare un utente.
L'abbreviazione ha diverse interpretazioni. La più comune è la seguente: "Mobile Subscriber ISDN Number", ossia "Numero ISDN dell'abbonato mobile", mentre un'altra è "Mobile Station International Subscriber Directory Number".
L'MSISDN segue il piano di numerazione definito nella raccomandazione ITU-T E.164.